# 2012 (映画)
『2012』（にせんじゅうに）は、2009年のアメリカ合衆国のSFパニック映画。ローランド・エメリッヒが監督、エメリッヒとハラルド・クローサーが脚本を務め、ジョン・キューザック、アマンダ・ピート、キウェテル・イジョフォー、オリヴァー・プラット、タンディ・ニュートン、ダニー・グローヴァー、ウディ・ハレルソンが出演している。古代マヤ人が2012年の冬至ごろに訪れると予想した人類滅亡に関する幾つかの仮説を元に製作された。これはメソアメリカ文明の長期暦において、2012年12月21日に一つの区切りを迎えることから来ている。映画は仮説の支持者が想像する人類滅亡を告げる大災害に直面した数人の登場人物らの行動を同時進行的に描いている。

## ストーリー
宇宙から飛来するニュートリノはどんな素粒子や物質とも反応しないで地球を突き抜けて行っているとされていた。ところが2009年、インドの科学者サトナムは、ニュートリノが何らかの原因で地球内部のコアで反応することでコアが加熱され流動化が進んでいることに気が付き、数年後に地球的規模の地殻変動により大破局が起きることを突き止める。惑星直列が原因で太陽活動が活発化し、コロナが地球を蔽ったため、地球内部がプラズマで加熱されることで、マントルの流動性が増しマントルに浮いている大陸が沈んだり傾き、地殻大変動が起きると予想された。科学顧問のエイドリアンから世界の終末を伝えられたアメリカ大統領のウィルソンは、2010年のG8（主要国首脳会議）でイギリス、ロシア、フランス、ドイツ、イタリア、日本、カナダの首脳に事実を報告。先進国は極秘裏にチョーミン計画を実行し、世界各地の歴史的な美術品を後世に残すために、密かに偽物とすり替え運び出し始めた。
2012年。イエローストーンにて海賊ラジオを流している変人チャーリーの情報から世界の終末を知った売れない作家のジャクソンは、ロサンゼルスに住む元妻のケイトと息子ノア、娘のリリー、ケイトの恋人で整形外科医のゴードンと共に、チャーリーが知る避難場所の地図を入手するため飛行場へ行き、軽飛行機で脱出する。程なくして世界各地で、未曽有の地殻大変動が始まった。巨大地震によりカリフォルニアやリオデジャネイロをはじめとした各地の市街地が崩壊し、火山の大噴火に加え、数千キロにも及ぶ大規模な大陸移動まで起こる。終末を迎えようとする中で、人類は生き残る術を必死に模索し続ける。
やがて、先進国が極秘裏に進めていた「ノアの箱舟」計画こそが生存への唯一の道だと知ったジャクソンらは、ノアの箱舟の建造地である中国に行く飛行機を確保するためラスベガスに向かう。そこでジャクソンの雇用主であるロシアの大富豪ユーリが故障したプライベートジェットの代わりに調達した飛行機An-225に便乗して中国へと向かう。しかし、給油のために寄ろうとしたハワイは既に全滅しており予定地の手前で燃料切れとなり着水を覚悟するが、地殻変動により数千km移動していた箱船の建造地近辺に不時着する。不時着直後に種の保存の為に動物を運搬中だった中国軍のヘリ部隊に発見されるが、ノアの箱舟への搭乗パスを持っているユーリ父子のみが救助され、ジャクソンたちは置き去りにされてしまう。ジャクソンたちは箱舟を目指して歩き始めるが、途中でチベット人僧侶ニーマ一家のトラックに遭遇し、彼らと共に箱舟への密航を図る。しかし、数千メートル級の巨大津波が押し寄せていることが判明し、予定よりも早く箱舟の出航を強行しようとしたため、取り残されたユーリ一行は暴動を起こす。助けを求める人々を見たエイドリアンは各国首脳に人々を助けることを訴え、首脳たちも提案を受け入れ、箱舟のゲートを解放する。しかし、箱舟の油圧室にいたジャクソン一行が巻き込まれたせいでケーブルが絡まり、ゲートが閉鎖できなくなってしまう。やがて津波に襲われ、ジャクソンやユーリ一行を乗せた箱舟は海に投げ出される。このままではエベレストの北壁衝突を待つばかり。ジャクソンは最後の力を振り絞り、水没した油圧室に向かう。ノアの協力もありケーブルが抜かれ、無事ゲートが閉鎖する。そして、すぐさま全速後退の指示を出すも間に合わず北壁に衝突。誰もが最悪の事態を予想する中、なんとかエンジンが作動した。箱舟の乗客からは歓喜が起こり、ジャクソンやノアも生還した。
こうして一つの歴が終わりを告げ、新たなる歴を迎えた。
0001年1月27日。3艇の箱舟は大陸が隆起して難を逃れたアフリカ大陸の喜望峰に向けて進路をとる。生き残った人類は、新たな道へと進んでいった。

## 登場人物

### ジャクソン一行
ジャクソン・カーティス
演 - ジョン・キューザック、日本語吹替 - 家中宏
主人公。妻子が居るが別居している。売れないSF作家で、自伝は500冊も売れなかったが『さらばアトランティス』を執筆。ユーリに雇われた運転手でもある。あるきっかけで人類の滅亡が近いことを知り、生き残る術を模索する。そして今回の事件を経て家族との絆も取り戻していく。
ケイト・カーティス
演 - アマンダ・ピート、日本語吹替 - 林真里花
ジャクソンの元妻。医師を目指していたが、ノアを妊娠したため医師の道を諦める。リリーが生まれた後、子育てに非協力的なジャクソンと離婚し美容整形外科医のゴードンと交際中であるが、本心はジャクソンを愛している。
ノア・カーティス
演 - リアム・ジェームズ、日本語吹替 - 本城雄太郎
ジャクソンとケイトの息子。両親の離婚により父であるジャクソンに対し反抗的な態度を取るが内心は父を慕っている。
リリー・カーティス
演 - モーガン・リリー、日本語吹替 - 諸星すみれ
ジャクソンとケイトの娘。両親の離婚で不安定なところがありおねしょが治らず夜はオムツをしている。また、数多くの帽子を愛用し被っていないと不安である。
ゴードン・シルバーマン
演 - トム・マッカーシー、日本語吹替 - 清水明彦
ケイトの現在の恋人で人気美容外科医。皮肉屋だが根は温和で誠実な人物。
前述したように本業は医者なのだが、ロサンゼルスからの脱出時にジャクソンがチャーターした軽飛行機のパイロットが出発準備中に死亡してしまい、急遽、初級ながらも飛行訓練の経験があったゴードンが飛行機の操縦桿を握ることになる。
ラスベガスからの脱出時には、An-225の副操縦士の代役に抜擢されることになり、機長のサーシャとのコンビで辛うじて離陸を成功させた。
ノアの箱舟に密航した際、ゲート内の機械に巻き込まれて死亡する。

### 政府関係者
トーマス・ウィルソン大統領
演 - ダニー・グローヴァー、日本語吹替 - 佐々木敏
アメリカ合衆国大統領。主要国首脳会議で滅亡が近いことを明かす。ノアの箱舟による脱出を拒否して国内に残り、アメリカ合衆国最後の大統領として国民に最後の演説をした後、津波に呑み込まれて死亡する。
ローラ・ウィルソン
演 - タンディ・ニュートン、日本語吹替 - 藤貴子
大統領の娘。ルーブル美術館で働いている。方舟のチケットを持っていたため方舟に搭乗。エイドリアン博士と心を通わせる。
エイドリアン・ヘルムズリー博士
演 - キウェテル・イジョフォー、日本語吹替 - 中井和哉
大統領の科学顧問。政府にいち早く滅亡の危機を伝える。取り残された人々を方舟に乗せるよう各国要人を説得する。
カール・アンハイザー
演 - オリヴァー・プラット、日本語吹替 - 石住昭彦
アメリカ合衆国大統領首席補佐官。エアフォースワンによる避難後、副大統領が死亡し下院議長が行方不明になったため、大統領の役割を継承しアメリカ合衆国の司令官になった。
フレデリック・ウェスト教授
演 - ジョン・ビリングスズリー、日本語吹替 - 杉野博臣
政府に協力している科学者の一人。
マイケルズ船長
演 - スティーヴン・マクハティ、日本語吹替 - 仲野裕
エイドリアンたちが乗船する「ノアの箱舟」の船長。

### ユーリ一行
ユーリ・カルポフ
演 - ズラッコ・ブリッチ、日本語吹替 - 廣田行生
元プロボクサーでロシアの大富豪。ジャクソンの雇い主。現実世界では1機しか建造されていないAn-225を個人所有し、商品の高級車を搭載している。息子たちを箱舟に乗せた直後に転落死する。
タマラ
演 - ベアトリス・ローゼン、日本語吹替 - 佐古真弓
ユーリの彼女。全身整形をしている。サーシャと浮気していたことを見抜かれユーリから見捨てられ、ジャクソンたちと共に箱舟に密航するが、水密扉により閉鎖した通路に閉じ込められ溺死する。
シーザー
タマラの愛犬。犬種は狆（茶狆）。タマラの手引で箱舟に乗り込むことに成功する。タマラの死後はリリーに保護され、最後まで生き延びた。
アレク
演 - アレキサンドレ・ハウスマン、日本語吹替 - 東條加那子
ユーリの双子の息子。前妻との間の子供。
オレグ
演 - フィリップ・ハウスマン、日本語吹替 - ちふゆ
ユーリの双子の息子。前妻との間の子供。生意気な性格だがジャクソンに方舟のヒントとなる事を話す。
サーシャ
演 - ヨハン・アーブ、日本語吹替 - 高橋圭一
ユーリの部下。An-225のパイロットでもある。An-225を不時着させた際に死亡する。

### その他
ハリー・ヘルムズリー
演 - ブル・マンクマ、日本語吹替 - 宝亀克寿
エイドリアンの父親。客船（ジェネシス）のピアニスト。大津波に呑み込まれて死亡したと思われたが、カットされたエンディングでは客船が陸地に座礁したため生き延び、箱舟に救助される。
トニー・デルガット
演 - ジョージ・シーガル、日本語吹替 - 村松康雄
ハリーの相棒。ウッドベースを担当している。大津波に呑み込まれて死亡したと思われたが、カットされたエンディングではハリーと共に陸地に座礁した客船で生存している。
ニーマ
演 - オスリック・チャウ
チベットの寺院で修行をしている少年僧侶。兄に方舟の事実を教えられ祖父母と共に船に乗船のために移動中、ジャクソン一行と遭遇し行動を共にする。
テンジン
演 - チン・ハン
ニーマの兄。極秘プロジェクトのチョーミン計画の作業員として従事しているが、作業員や一般人にはダム建設だと偽装されている中、ノアの方舟の真実を知り家族とジャクソン一行を密航の手引きをする。
チャーリー・フロスト
演 - ウディ・ハレルソン、日本語吹替 - 安原義人
個人でラジオ放送を行っている。終末の予言者で、誰からも変人扱いされているが、NASAなどの科学者の中には彼のラジオの信奉者がいるらしく、予言の調査協力をしている。ジャクソンからの脱出の勧めを断り、ただ一人イエローストーンの噴火の様子を実況しながら見届け、飛来した巨大な火山弾に直撃し死亡する。
ロナルド・ピカード
演 - パトリック・ボーショー、日本語吹替 - 原語流用
ルーブル美術館館長。モナリザ等の美術品をテロ対策の名目で政府がすり替えを行ってる中、書類の不備から世界滅亡の情報を調べ始めた為にアメリカ政府に車を爆破され暗殺される。

## 製作

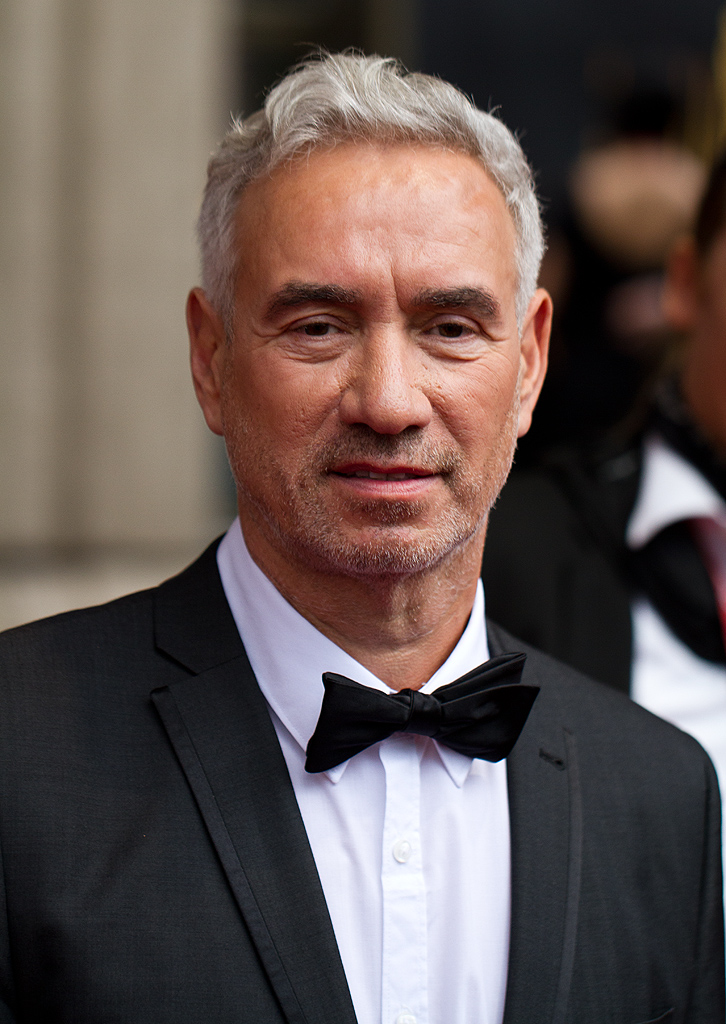
ローランド・エメリッヒ

『2012』では影響を受けた作品としてグラハム・ハンコックの『神々の指紋』がクレジットされており、これについてローランド・エメリッヒはタイムアウト誌の取材の中で、「昔から聖書の大洪水を映画化したいと思っていたのですが、取っ掛かりがなかったのです。グラハム・ハンコックの『神々の指紋』で初めて地殻変動説を読みました。ハラルド・クローサーと話し合った時、私は科学的な理由よりも"もっともらしさ"が必要だと伝えました。この映画を科学者が鑑賞したら、おそらく笑ってしまうでしょう」と語っている。エメリッヒはクローサーと共同でスペック・スクリプト『2012』を執筆し、2008年2月に複数のスタジオに売り込み、売り込んだスタジオの大半が関心を抱きエメリッヒと彼の代理人から予算やストーリーの詳細について確認を取っている。同月末にソニー・ピクチャーズ エンタテインメントが映画化の権利を取得し、コロンビア ピクチャーズが配給を手掛けることになった。エメリッヒによると、製作費は2億ドルかかったという。
2008年7月からロサンゼルスで撮影を開始する予定だったが、8月上旬からブリティッシュコロンビア州のカムループス、サヴォナ、キャッシュ・クリーク、アシュクロフトで撮影が行われ、10月中旬に終了した。撮影期間中は映画俳優組合のストライキが迫っていたため、ソニー・ピクチャーズは万が一の事態に備えてコンティンジェンシープランを策定していた。VFX製作にはアンチャーテッド・テリトリー、デジタル・ドメイン、DNEG、スキャンラインVFX、ソニー・ピクチャーズ・イメージワークスが参加している。映画では世界各国の文化的・歴史的な建造物が破壊される描写があり、エメリッヒは破壊する建造物の候補にカアバを挙げていたが、クローサーから「自分たちにファトワーが出されてしまう」という意見を聞き入れて候補から取り下げている。また、客船ジェネシス号が大津波に吞み込まれるシーンは「『ポセイドン・アドベンチャー』のオマージュだった」と語っている他、台北101などの「有名なランドマークを破壊して欲しい」という依頼が複数あったことを明かしている。
映画音楽はクローサーとトーマス・ワンダーが作曲し、アダム・ランバートはアラン・ヨハネスとナターシャ・シュナイダーが作曲した「Time for Miracles」を映画に提供している。この他、サウンドトラックにはフィルターの「Fades Like a Photograph」、ジョージ・シーガルとブル・マンクマの「It Ain't the End of the World」など24曲が収録されている。また、予告編ではTwo Steps from Hellの「Master of Shadows」が使用された。

## マーケティング
『2012』のマーケティングの一環として、主人公ジャクソン・カーティスの著作『さらばアトランティス』が公式サイトで発表された。2008年11月12日に予告編が初公開され、ヒマラヤ山脈に押し寄せる津波の映像と「2012年に世界が終わる」というメッセージが流れ、「各国政府は国民に事実を伝えていない」と訴えた後、「2012」と検索することで「真実を知る」ことを勧めるという構成になっていた。ガーディアン紙はマーケティングについて「深刻な欠陥」があり、「予告編の言う通りに検索すると、2012年人類滅亡説を信じる陰謀論サイトに出くわしてしまう」と指摘している。
また、「人類存続研究所が運営する」という形式のバイラル・マーケティングサイトでは「抽選に応募して当選することで、大災害を生き延びるための脱出チームに入ることができる」というマーケティングが行われた。このマーケティングに対して、NASAのデイヴィッド・モリソンは「このサイトを本物と思った人々から1000件以上の問い合わせがあった」と語り、「世界の終わりを見たくないから自殺を考えている」というティーンエイジャーからの手紙を紹介しつつ、「金儲けのためにインターネットで嘘をついたり子供を怖がらせるのは、倫理的に間違っている」と批判している。
コムキャストは「ロードブロック・キャンペーン」と名付けたプロモーションを実施し、2009年10月1日22時50分から23時にかけてアメリカの商業ネットワーク450局、英語・スペイン語の地方局、ケーブルテレビ89局で2分間のロサンゼルスの崩壊シークエンスを順次放送した。このプロモーションについて、バラエティ誌は「全世帯の90%、約1億1000万人が映像を視聴したことになる。オンラインとモバイル配信も含めると、約1億4000万人以上になるだろう」と報じている。

## 公開
2009年11月13日にインドネシア、メキシコ、スウェーデン、カナダ、デンマーク、中華人民共和国、インド、イタリア、トルコ、アメリカ合衆国、日本で公開された。2010年2月にはメキシコのシネメックスで3D版が上映された。2020年にはCOVID-19パンデミック下で人気を集め、同年3月のNetflixの視聴ランキングで第7位（映画部門では第2位）にランクインしている。

## 評価

### 興行収入
アメリカでは初週末に興行収入6500万ドル、全世界では2億2500万ドルを記録し、3日間で製作費の2億ドルの半分以上を回収した。日本では2009年11月20日に前夜祭、11月21日から公開が始まり前夜祭も含めた4日間で興収8億7800万円を記録し、初登場1位を飾った。翌週も1位となり2週連続首位を達成。累計興行収入は38億円を記録した。
『2012』は北米興行収入1億6610万ドル、海外興行収入6億350万ドルを記録し、合計興行収入7億6960万ドルとなった。国内興行収入が2億ドル以下の作品が合計興行収入が7億ドルを超えたのは『2012』が初となる。また、2009年の年間興行成績では第5位にランクインしており、エメリッヒ監督作品としては『デイ・アフター・トゥモロー』に次ぐ成績となっている。

### 批評
Rotten Tomatoesには247件の批評が寄せられ支持率39%、平均評価5.2/10となっており、批評家の一致した見解は「ローランド・エメリッヒの『2012』は豊富なヴィジュアルスリラーを見せてくれるが、重厚な規模と長大な上映時間を支えるための力強い脚本が欠けている」となっている。Metacriticでは34件の批評に基づき49/100のスコアを与え、CinemaScoreでは「B+」評価となっている。
ロジャー・イーバートは3.5/4の星を与え、「『2012』は約束を果たした。それ以外のことを求めてチケットを買う人間はいないので、観客にとっては今年最も満足度の高い映画の一つになるだろう」と絶賛している。また、彼とUSAトゥデイのクラウディア・プーチは『2012』を「全てのディザスター映画の母」と表現している。ワシントン・ポストのダン・コイスは4/4の星を与え、「世界の破壊者として歩んできたエメリッヒの長いキャリアにおける最高の作品」と批評している。ジ・エイジのジム・シェンブリは4/5の星を与え、「素晴らしく、大きくて重く、馬鹿らしくて脂ぎったチーズバーガーのような映画であり、彼の輝ける視覚効果アーティストチームによって、人類文明の終焉がどのようなものかを鮮明に描き出されている」と批評している。
ローリング・ストーンのピーター・トラヴァースは、「『2012』に注意しなさい。あれは中身がなく、冷笑的で心底退屈させられ、さらに時間と金を浪費させ、耐え難い苦痛を与えた愚かしい『トランスフォーマー/リベンジ』に匹敵する奇跡の作品だ」と酷評した。グローブ・アンド・メールのリック・グローンは1/4の星を与え、ニュー・リパブリックのクリストファー・オアは「馬鹿げたスリルは中盤で燃え尽きてしまう」「映画が2時間半を迎えるころには、"いつになったら終わるのか"と考えるようになる」と批評している。デイリー・テレグラフのティム・ロービーは2/5の星を与え、トロント・スターのリンダ・バーナード1/4の星を与え、「魅力に欠ける脚本と手当たり次第のアプローチで描かれたエメリッヒの世界的黙示録の物語は、多くの面部分で失敗している」と批評している。

### 受賞・ノミネート
| 映画賞                                 | 部門                                                                         | 対象 | 結果       | 出典   |
| -------------------------------------- | ---------------------------------------------------------------------------- | --- | ---------- | ------ |
| 第15回クリティクス・チョイス・アワード | 視覚効果賞                                                                   | フォルカー・エンゲル、マーク・ワイガート、マイク・ベジーナ                                                    | ノミネート | [ 47 ] |
| NAACPイメージ・アワード                | 助演男優賞                                                                   | キウェテル・イジョフォー                                                                                      | ノミネート | [ 48 ] |
| NAACPイメージ・アワード                | 助演男優賞                                                                   | ダニー・グローヴァー                                                                                          | ノミネート | [ 48 ] |
| ゴールデン・リール賞                   | 長編映画部門音響賞                                                           | フェルナンド・ボス、ロナルド・J・ウェッブ                                                                     | ノミネート | [ 49 ] |
| ゴールデン・リール賞                   | 効果音・フォーリーサウンド部門音響賞                                         | フェルナンド・ボス、ロナルド・J・ウェッブ                                                                     | ノミネート | [ 49 ] |
| 第14回サテライト賞                     | 音響賞                                                                       | ポール・N・J・オットソン、マイケル・マクギー、リック・クライン、ジェフリー・J・ハブーシュ、マイケル・ケラー   | 受賞       | [ 50 ] |
| 第14回サテライト賞                     | 視覚効果賞                                                                   | フォルカー・エンゲル、マーク・ワイガート、マイク・ベジーナ                                                    | 受賞       | [ 50 ] |
| 第14回サテライト賞                     | 美術賞                                                                       | バリー・チュシド、エリザベス・ウィルコックス                                                                  | ノミネート | [ 50 ] |
| 第14回サテライト賞                     | 編集賞                                                                       | デヴィッド・ブレナー、ピーター・S・エリオット                                                                 | ノミネート | [ 50 ] |
| 第36回サターン賞                       | アクション/アドベンチャー映画賞                                              | 2012 | ノミネート | [ 51 ] |
| 第36回サターン賞                       | 特殊効果賞                                                                   | フォルカー・エンゲル、マーク・ワイガート、マイク・ベジーナ                                                    | ノミネート | [ 51 ] |
| 第16回視覚効果協会賞                   | Outstanding Visual Effects in a Visual Effects-Driven Feature Motion Picture | フォルカー・エンゲル、マーク・ワイガート、ジョシュ・ジャガース                                                | ノミネート | [ 52 ] |
| 第16回視覚効果協会賞                   | Best Single Visual Effect of the Year                                        | フォルカー・エンゲル、マーク・ワイガート、ジョシュ・ジャガース、モヘン・レオ「Escape from L.A.」              | ノミネート | [ 52 ] |
| 第16回視覚効果協会賞                   | 長編映画部門環境製作賞                                                       | ハーム＝ピーター・ダイカー、マーテン・ラーソン、リョウ・サカグチ、ハンツィー・タン「Los Angeles Destruction」 | ノミネート | [ 52 ] |

## Blu-ray Disc/DVD

### アメリカ
2010年3月2日にDVDとBlu-rayが発売され、2枚組のBlu-rayには「Time for Miracles」のミュージックビデオを含めた90分以上の特典映像の他、PlayStation Portable、PC、Macintosh、iPod用のDigital copyが収録されている。2021年1月9日にはUltra HD Blu-rayが発売された。

### 日本
ソニー・ピクチャーズ エンタテインメントよりBlu-ray / DVDが発売。
- 【初回限定生産】2012 ブルーレイ&DVDセット（2枚組、2010年3月19日発売）
- Amazon.co.jp完全数量限定　2012 ブルーレイ&DVDセット Amazon限定スチールブック仕様（2枚組、2010年3月19日発売）
- 2012 DVDエクストラ版（2枚組、2010年3月19日発売）
- 2012 DVDスタンダード版（1枚組、2010年3月19日発売）
- 2012 ブルーレイスタンダード版（1枚組、2010年10月27日発売）

## スピンオフ
2010年にエンターテインメント・ウィークリーは、『2012』の後日談を描くスピンオフテレビシリーズ『2013』の企画が進行していることを報じた。プロデューサーのマーク・ゴードンは同誌の取材に対して、「ABCでは『LOST』の放送が終了することでディザスター番組に空きが生じるので、このトピックに週単位で興味を抱く人々が出てくるでしょう。彼らが『2012』で目にした大災害とは裏腹に、世界には希望が存在します。映画終了後の世界には生き延びた人々がいて、大災害後の新しい世界をどのように作っていくのかが問題になっているでしょう。面白いテレビシリーズになるかも知れません」と語っている。しかし、このスピンオフ企画は予算面の問題から製作は実現しなかった。